# Radical Optimism

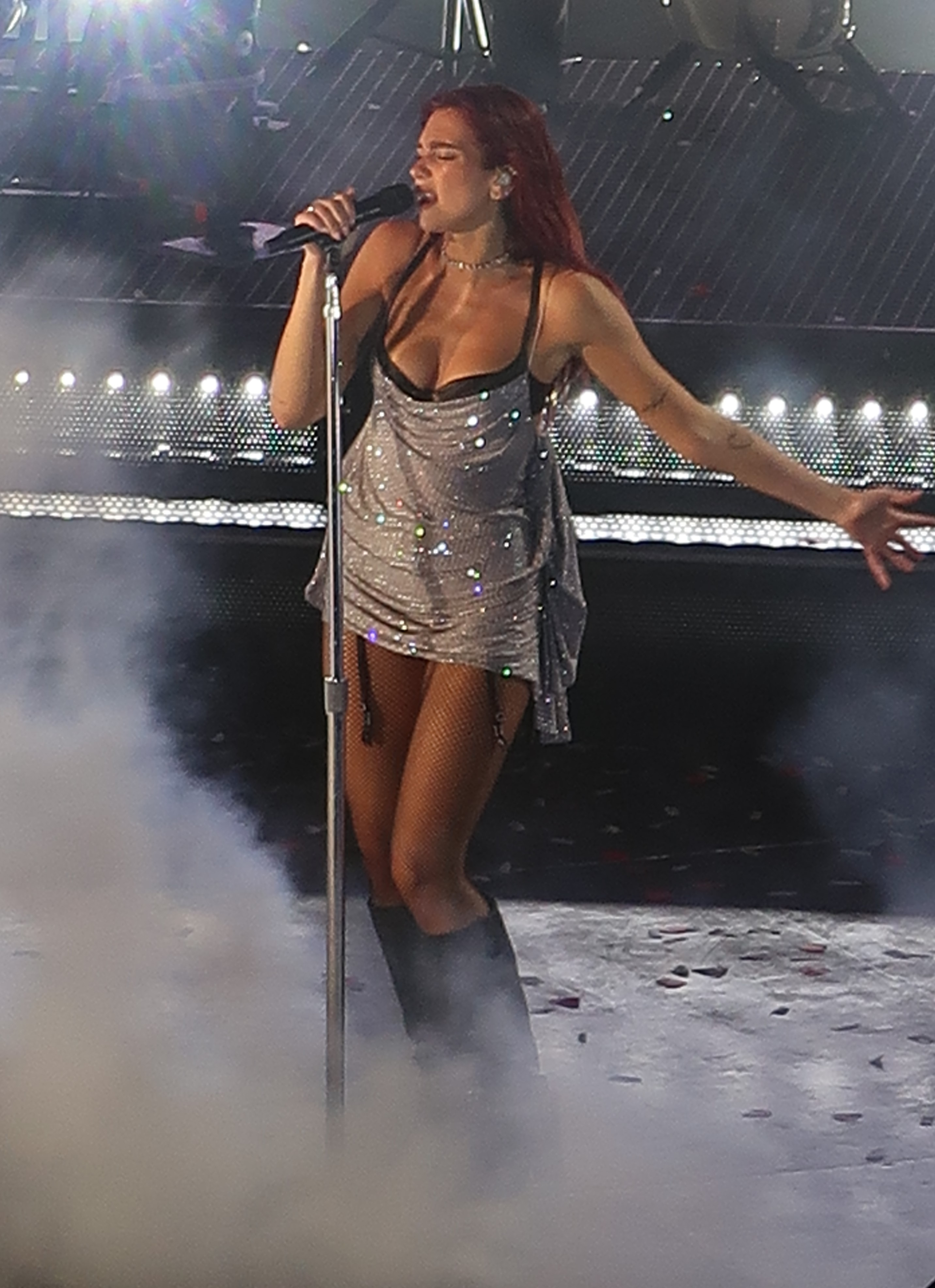
Dua Lipa zingt Happy for You in Arènes de Nîmes, op 12 juni 2024.

Radical Optimism is het derde studioalbum van de Brits-Albanese zangeres Dua Lipa. De release was op 3 mei 2024, via Warner Records.

## Achtergrond
In 2023 onthulde Lipa dat haar derde studioalbum ergens in 2024 zou verschijnen met een nieuwe sound waarin ze zich afwendt van de disco-soundscape van Future Nostalgia. In plaats daarvan gaat ze meer voor het psychedelia uit de jaren zeventig.  Nadat ze in oktober 2023 al haar Instagram-posts had verwijderd, onthulde ze dat ze haar haar rood had laten verven met een bijhorende selfie met het onderschrift "miss me?". In afwachting van nieuwe muziek plaatste Lipa foto's op haar sociale media met cryptische bijschriften en verving ze tijdelijk de albumhoezen van haar vorige albums door caleidoscopische versies op streamingdiensten als Spotify. In de coverstory van de Rolling Stone- uitgave van februari 2024 beschreef Lipa haar aanstaande album als een "met psychedelische pop doordrenkt eerbetoon aan de Britse ravecultuur". 

## Uitgave en promotie
Radical Optimism is op 3 mei 2024 uitgebracht, via Warner Records. De titel van het album stopte ze ook al in haar speech bij de Brit Awards. Het zal beschikbaar zijn voor streaming, digitale download, cassette, cd, twee boxsetvarianten en twee vinyl LP-varianten. Pre-orders voor het album begonnen op 13 maart 2024.

### Titel en artwork
Volgens Lipa is de titel Radical Optimism geïnspireerd door "het idee om gracieus door chaos te gaan en het gevoel te hebben dat je elke storm kunt doorstaan". De platenhoes van het album werd samen met de aankondiging onthuld. De foto is gemaakt door Tyrone Lebon, en toont de zangeres die in een oceaan drijft en het silhouet van een nabijgelegen haai die haar schijnbaar nadert. 

### Singles
De eerste single Houdini werd uitgebracht op 9 november 2023, met de bijbehorende videoclip. Het nummer stond bovenaan de hitlijsten in België, Bulgarije, en Griekenland;  bereikte nummer twee in Groot-Brittannië, de top tien in verschillende landen, en nummer 11 in de VS. 
De tweede single "Training Season" werd uitgebracht op 15 februari 2024. "Illusion" werd op 11 april 2024 uitgebracht als de derde single van het album. 

### Live optredens
Lipa opende de 66e jaarlijkse Grammy Awards op 4 februari 2024 met "Houdini" en debuteerde met het toen nog niet uitgebrachte "Training Season". Dit laatste nummer speelde ze opnieuw tijdens de uitreiking van de Brit Awards 2024 op 2 maart. Lipa was headliner op de 2024-editie van Glastonbury Festival in juni  en op Open'er Festival, Rock Werchter, NOS Alive en Mad Cool Festival in juli.

### Tournee
Op 18 maart 2024 kondigde Lipa de Radical Optimism Tour aan, een Europese concerttournee ter ondersteuning van het album. De kaartjes gingen op 21 maart in de algemene verkoop via Ticketmaster; fans die Radical Optimism vooraf hadden besteld, kregen meteen toegang tot de verkoop. Een eerste passage in de Benelux stond gepland op 6 juli 2024. Op die dag trad de zangeres als hoofdact op Rock Werchter. In 2025 zong ze tweemaal in de Amsterdamse Ziggo Dome en drie keer in het Antwerps Sportpaleis.

## Tracklist
| 1.                 | End of an Era     | 3:16 |
| 2.                 | Houdini           | 3:06 |
| 3.                 | Training Season   | 3:29 |
| 4.                 | These Walls       | 3:38 |
| 5.                 | Whatcha Doing     | 3:18 |
| 6.                 | French Exit       | 3:21 |
| 7.                 | Illusion          | 3:08 |
| 8.                 | Falling Forever   | 3:43 |
| 9.                 | Anything for Love | 2:22 |
| 10.                | Maria             | 3:08 |
| 11.                | Happy for You     | 4:06 |
| Totale duur: 36:35 |                   |      |